# Pasilalinisch-sympathetischer Kompass

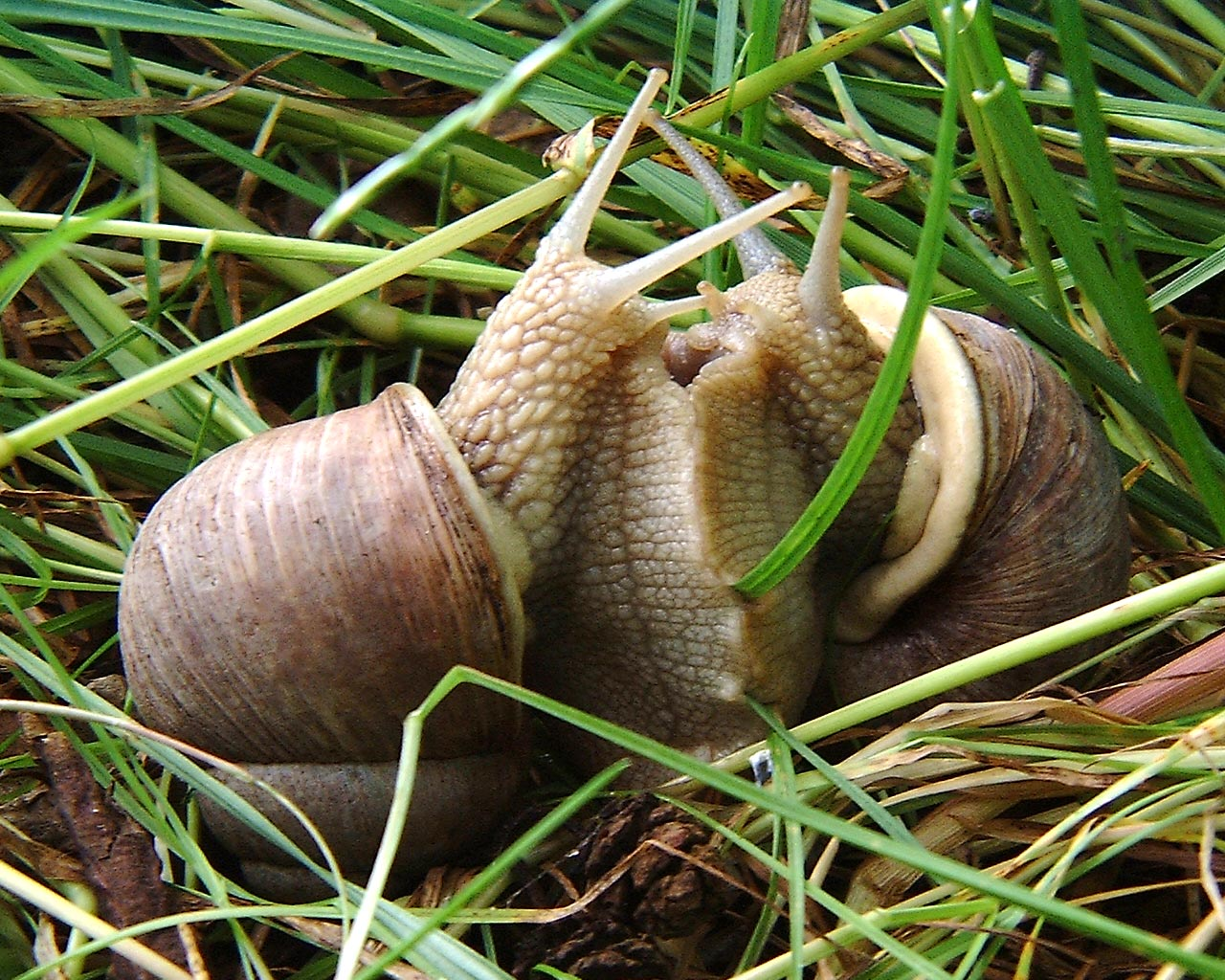
Benoît und Allix behaupteten, dass sich paarende Schnecken ein feinstoffliches Band knüpften.

Der Pasilalinisch-sympathetische Kompass, französisch Boussole pasilalinique sympathique (von griechisch πᾶν pas ‚all-, gesamt‘; λαλιά lalia ‚Gespräch‘; und sympath[et]isch ‚gemeinsam empfindend, in fühlender Resonanz stehend‘, heute ‚empathisch‘), war ein Gerät aus dem Jahr 1850, das auf der irrigen Vorstellung beruhte, zwei Schnecken würden anlässlich ihrer Paarung eine dauernde, räumlich unbegrenzte telepathische Verbindung eingehen: Was die eine empfinde, gebe sie an die andere weiter.
Der „Schneckentelegraf“ sollte jene unverbürgte Eigenschaft zur drahtlosen Übermittlung von Buchstaben nutzen. Nach einem ersten, fragwürdigen Test wurde die Apparatur keiner weiteren Prüfung unterzogen und nicht weiterentwickelt.

## Geschichte
Die These einer telepathischen Verbindung von Schnecken stammt aus der ersten Hälfte des 19. Jahrhunderts und wurde von den Esoterikern Jacques Toussaint Benoît und Biat-Chrétien propagiert. Ihnen zufolge würden Schnecken nach der geschlechtlichen Vereinigung dank eines besonderen unsichtbaren Fluidums räumlich unbegrenzt in Resonanz verbunden bleiben; beispielsweise würde, sobald man eine der beiden Schnecken an den Fühlern berühre, die andere das ebenfalls spüren und ihre Fühler gleichermaßen einziehen. Es handelt sich hierbei um eine Variante der im 18. und 19. Jahrhundert sehr populären Idee des animalischen Magnetismus.
Das Gerät, das die Spekulation als Tatsache hätte erweisen sollen, bestand aus zweimal einem Holzkasten mit einer Scheibe, in die 24 Zinkteller eingelassen waren; in Kupfersulfat (blauer Vitriol, ein mit dem Stein der Weisen in Verbindung gebrachter Stoff) getränkte Tücher fassten die Teller ein. In den Tellern waren Schnecken fixiert, jede Schnecke war einem der Buchstaben des Alphabets zugeordnet. Um eine Nachricht weiterzugeben, hatte der Telegrafist des einen Kastens die Schnecken buchstabenweise zu berühren. An den korrespondierenden Reaktionen der Schnecken des anderen Kastens sollte dann dessen Telegrafist ablesen können, was andernorts gerade „eingetippt“ worden sei.
Am 2. Oktober 1850 lud Benoît einen Geldgeber und den befreundeten Journalisten Jules Allix ein, die Funktionstüchtigkeit seines, wie der Name sagte, „Resonanzkompass für alle Gespräche“ zu prüfen. Allix ließ sich vom Erfolg des Tests überzeugen und schrieb am 25./26. Oktober 1850 in der Zeitung La Presse begeistert über das neue Übertragungsmittel auf Basis der « sympathie-galvano-magnétique-minérale-animal et adamique » (deutsch: „galvano-magnetisch-mineralisch-animalischen und menschlichen Mitempfindung“) und die Möglichkeit, die Menschheit damit einander näher zu bringen:

« La conversation que nous avons ici, ensemble, vous et moi, en famille, entre amis, le matin ou le soir, sur quelque sujet ou dans quelque intérêt que ce soit, peut se faire de même instantanément, à  toutes les distances avec avantage de sécurité, d’exactitude, de commodité,  d’économie, voilà tout! »

„Das Gespräch, das wir hier gemeinsam führen, Sie und ich, im Kreis der Familie, unter Freunden, morgens oder abends, über jedes beliebige Thema und aus jedwedem Anlass, kann ebenso gleichzeitig auf alle Distanzen geschehen mit dem Vorteil der Sicherheit, der Genauigkeit, der Annehmlichkeit, der Wirtschaftlichkeit, mit einfach allem!“

Allix erklärte das Gerät zudem als geeignete Alternative zur drahtgebundenen Telegrafie, die während der 1840er und 1850er Jahre ihren noch von vielen technischen Schwierigkeiten geprägten Anfang nahm. Der Geldgeber allerdings blieb skeptisch, da Benoît – angeblich zur Überprüfung der Apparate – ständig zwischen den beiden Holzkästen hin und her gegangen war, und verlangte eine zweite Präsentation mit strengerer Versuchsanordnung. Zum vereinbarten Termin erschien Benoît aber nicht mehr, er soll zwei Jahre später in geistiger Verwirrung gestorben sein. Der Pasilalinisch-sympathetische Kompass erregte kurze Zeit einige Aufmerksamkeit. Der französische Astronom Camille Flammarion erinnerte sich noch Jahrzehnte später in seinen Mémoires an diese Schnecken, « qui ont fort réjoui Paris » (deutsch: „die Paris enorm erheitert hatten“).